# Czołgowy telefon wewnętrzny R-124
Czołgowy telefon wewnętrzny R-124 – pokładowy system telefoniczny zapewniający łączność wewnętrzną i zewnętrzną członkom załogi wozu bojowego. Stosowany między innymi w jednostkach Sił Zbrojnych Rzeczypospolitej Polskiej.

## Charakterystyka
Czołgowy telefon wewnętrzny R-124 służy do zapewnienia łączności wewnętrznej pomiędzy żołnierzami załogi wozu bojowego. Umożliwia wejście dwóch abonentów poprzez radiostacje do sieci radiowej. Zasilany jest napięciem 26V z akumulatorów pojazdu. Zapewnia pracę przez radiostację R-123 z aparatu A1 i A2 oraz telefoniczną łączność okólnikową pomiędzy abonentami z wykorzystaniem aparatów A-3. A-4 i A-5.